# Saison 2005-2006 du FC Barcelone
Maillots
Chronologie
Saison précédente Saison suivante
La saison 2005-2006 du FC Barcelone est la 107e saison du club.
Au terme de la saison, Barcelone remporte sa deuxième Ligue des champions. Le club remporte aussi le championnat d'Espagne et la Supercoupe d'Espagne.
Il s'agit de la troisième saison de l'entraîneur Frank Rijkaard à la tête du club.
L'effectif est presque identique à celui de la saison précédente. Les seules arrivées sont celles de Santiago Ezquerro et de Mark van Bommel, tandis que Gerard López quitte le club.
Samuel Eto'o est encore une fois le meilleur buteur de l'équipe avec un total de 34 buts. Ronaldinho et Eto'o sont sélectionnés le FIFPro World XI 2005-2006.

## Faits marquants

### Juillet
- 20 juillet : Les joueurs de l'équipe première arrivent à Aarhus (Danemark) pour y effectuer le stage de pré-saison.
- 23 juillet : Barcelone bat le club amateur de l'East Jutland (0-4) lors du premier match amical de la pré-saison.
- 29 juillet : Après un vol de 12 heures entre Barcelone et l'aéroport de Narita, le FC Barcelone arrive au Japon pour y commencer une tournée asiatique.
- 30 juillet : Yokohama Marinos et Barcelone font match nul (1-1) devant 42 000 spectateurs. Xavi est l'auteur du but blaugrana.
- 31 juillet : L'expédition blaugrana se rend à Macao (Chine).

### Août
- 3 août : Barcelone s'impose 9 à 0 face au Shenzen lors d'un match joué à Macao.
- 4 août : L'expédition blaugrana quitte l'Asie pour se rendre en Andalousie pour participer au Trophée Carranza.
- 5 août : Le Barça bat le Séville FC aux tirs au but en demi-finale du Trophée Carranza (1 à 1 au terme du temps réglementaire, but d'Edmílson pour le Barça).
- 6 août : Barcelone remporte le Trophée Ramón de Carranza en battant Cadix CF 3 à 1 avec des buts de Ronaldinho (2) et Eto'o.
- 24 août : La Juventus FC remporte le Trophée Joan Gamper aux tirs au but (2 à 2 à la fin du temps règlementaire). Excellent match de Lionel Messi qui reçoit les éloges de l'entraîneur de la Juve Fabio Capello à la fin du match.
- 27 août : 1re journée du championnat d'Espagne. Barcelone débute de façon un peu décevante avec un match nul 0 à 0 sur le terrain du Deportivo Alavés. L'ancien gardien du Barça Roberto Bonano joue dans les rangs d'Alavés et évite la défaite de son équipe.
- 31 août : Ronaldinho prolonge son contrat avec le Barça jusqu'en 2010 assorti d'une clause de départ de 125 M€.

### Septembre
- 28 septembre : Décès d'Enric Gensana (69 ans, joueur entre 1956 et 1963)

### Novembre
- 19 novembre : Victoire spectaculaire 3 à 0 du Barça sur le terrain du Real Madrid (buts de Samuel Eto'o et de Ronaldinho). Le public madrilène reconnaît la superiorité du Barça et applaudit les deux buts de Ronaldinho.

### Février
- 1er février : Barcelone est éliminé en 1/4 de finale de la Coupe d'Espagne par le Real Saragosse malgré la victoire 2 à 1 au Camp Nou (buts de Lionel Messi et Henrik Larsson). Ronaldinho est expulsé à la 38e minute de manière rigoureuse.

### Avril
- 29 avril : Lors de la 35e journée de championnat, Barcelone l'emporte 1 à 0 sur Cadix CF (but de Ronaldinho). Le Barça n'est plus qu'à deux points de remporter le titre. Xavi fait son retour après cinq mois d'absence en raison d'une blessure.

### Mai
- 3 mai :  Lors de la 36e journée de championnat, Barcelone devient champion d'Espagne en battant le Celta de Vigo 1 à 0 (but d'Eto'o). Il s'agit du 18e titre du FC Barcelone dans cette compétition.
- 6 mai : Lors de la 37e journée de championnat, Barcelone bat 2 à 0 le RCD Espanyol et remporte le titre de champion d'Espagne. Le capitaine Carles Puyol reçoit le trophée de champion à la fin du match.
- 17 mai :  Le FC Barcelone remporte à Paris sa deuxième Ligue des champions  face à Arsenal avec des buts de Samuel Eto'o et Belletti. Le gardien Víctor Valdés, avec ses arrêts, et Henrik Larsson qui donne deux passes décisives, jouent un rôle décisif dans cette victoire.
- 19 mai : L'attaquant français Thierry Henry, qui avait un accord verbal pour rejoindre le Barça, décide de rester avec Arsenal.
- 20 mai : Lors de la dernière journée du championnat, Barcelone qui est déjà champion s'incline 3 à 1 sur le terrain de l'Athletic Bilbao. Frank Rijkaard aligne de nombreux jeunes du FC Barcelone B dans le onze initial. Samuel Eto'o marque son 26e but et remporte le Trophée Pichichi de meilleur buteur du championnat. Le Barça est champion avec 82 points, 12 de plus que son dauphin, le Real Madrid. Valence finit à la 3e place.

### Juin
- 1er juin : Le président Joan Laporta inaugure la Ciutat Esportiva Joan Gamper à Sant Joan Despí.
- 7 juin : Le FC Barcelone compte désormais 140 000 socios.
- 9 juin : Début de la Coupe du monde en Allemagne avec la présence de dix joueurs du Barça : Puyol, Xavi, Iniesta, Gio Van Bronckhorst, Van Bommel, Ronaldinho, Deco, Messi, Márquez et Larsson.
- 13 juin : Le Barça recrute Johan Neeskens pour occuper la place d'assistant laissée vacante par Henk ten Cate. Maxi López est prêté au RCD Mallorca.
- 14 juin : Eiður Guðjohnsen rejoint le Barça pour renforcer l'attaque à la suite du départ du Suédois Henrik Larsson. Guðjohnsen est le premier joueur islandais de l'histoire du club. Chelsea reçoit 12 M€ pour ce transfert.
- 15 juin : Le FC Barcelone officialise l'accord avec Mediapro pour la cession des droits télévisés pour la période 2007-2013 (1 000 M€).
- 19 juin : Inauguration au Musée du FC Barcelone de l'exposition Joan Gamper 1877-1930: L'home, el club, el país.
- 22 juin : Décès de José María Martín Rodríguez (80 ans, ancien joueur 1949-1953).
- 29 juin : Le défenseur Óscar López est transféré au Real Betis, où il était prêté.

## Classement du championnat

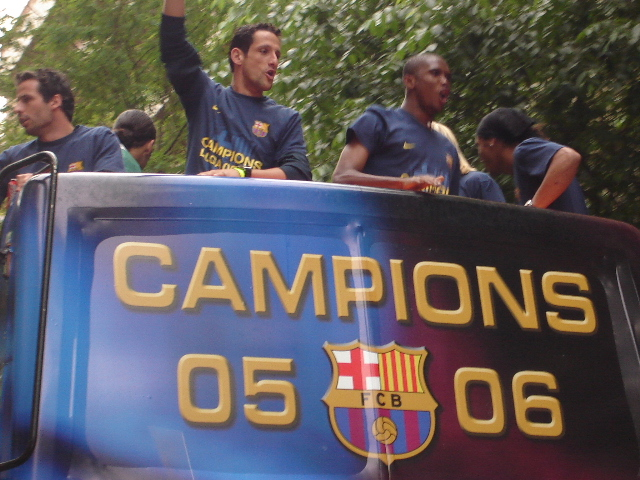
Les joueurs du Barça célèbrent leur victoire le 7 mai 2006.

| Rang | Équipe               | Pts | J  | G  | N  | P  | Bp | Bc | Diff |
| ---- | -------------------- | --- | -- | -- | -- | -- | -- | -- | ---- |
| 1    | FC Barcelone         | 82  | 38 | 25 | 7  | 6  | 80 | 35 | +45  |
| 2    | Real Madrid          | 70  | 38 | 20 | 10 | 8  | 70 | 40 | +30  |
| 3    | Valencia CF          | 69  | 38 | 19 | 12 | 7  | 58 | 33 | +25  |
| 4    | Osasuna Pampelune    | 68  | 38 | 21 | 5  | 12 | 49 | 43 | +6   |
| 5    | Séville FC           | 68  | 38 | 20 | 8  | 10 | 54 | 39 | +15  |
| 6    | Celta Vigo           | 64  | 38 | 20 | 4  | 14 | 45 | 33 | +12  |
| 7    | Villarreal CF        | 57  | 38 | 14 | 15 | 9  | 50 | 39 | +11  |
| 8    | Deportivo La Corogne | 55  | 38 | 15 | 10 | 13 | 47 | 45 | +2   |
| 9    | Getafe CF            | 54  | 38 | 15 | 9  | 14 | 54 | 49 | +5   |
| 10   | Atlético Madrid      | 52  | 38 | 13 | 13 | 12 | 45 | 37 | +8   |
| 11   | Real Saragosse       | 46  | 38 | 10 | 16 | 12 | 46 | 51 | -5   |
| 12   | Athletic Bilbao      | 45  | 38 | 11 | 12 | 15 | 40 | 46 | -6   |
| 13   | RCD Majorque         | 43  | 38 | 10 | 13 | 15 | 37 | 51 | -14  |
| 14   | Real Betis Balompié  | 42  | 38 | 10 | 12 | 16 | 34 | 51 | -17  |
| 15   | Espanyol Barcelone   | 41  | 38 | 10 | 11 | 17 | 36 | 56 | -20  |
| 16   | Real Sociedad        | 40  | 38 | 11 | 7  | 20 | 48 | 65 | -17  |
| 17   | Racing Santander     | 40  | 38 | 9  | 13 | 16 | 36 | 49 | -13  |
| 18   | Deportivo Alavés     | 39  | 38 | 9  | 12 | 17 | 35 | 54 | -19  |
| 19   | Cadix CF             | 36  | 38 | 8  | 12 | 18 | 36 | 52 | -16  |
| 20   | Málaga CF            | 24  | 38 | 5  | 9  | 24 | 36 | 68 | -32  |

|  | Champion   |
|  | Relégation |

| Championnat d'Espagne Champion 2005-2006 |
| ---------------------------------------- |
| FC Barcelone 18e Titre                   |

### Buteurs en championnat
- Samuel Eto'o : 26 buts
- Ronaldinho : 17 buts
- Henrik Larsson : 10 buts
- Lionel Messi : 6 buts
- Ludovic Giuly : 5 buts

## Distinctions individuelles
Ronaldinho remporte plusieurs distinctions : le Ballon d'or 2005, Meilleur footballeur de l'année FIFA et Meilleur joueur FIFPro.
Samuel Eto'o remporte le Trophée Pichichi de meilleur buteur du championnat.